# Rhipidarctia cornelia
Rhipidarctia cornelia är en fjärilsart som beskrevs av Sergius G. Kiriakoff 1957. Rhipidarctia cornelia ingår i släktet Rhipidarctia och familjen björnspinnare. Inga underarter finns listade.